# جون كوجل
جون كوجل (بالإنجليزية: Jon Coghill)‏ هو موسيقي أسترالي، ولد في 26 أغسطس 1971.